# وزارة الخارجية (الصين)
وزارة الخارجية لجمهورية الصين الشعبية (بالصينية: 中华人民共和国外交部) هي الوزارة المسؤولة عن الشؤون الخارجية لجمهورية الصين الشعبية.

## وصلات خارجية
- الموقع الرسمي